# Rayo Cortado
Rayo Cortado é uma comuna da província de Córdoba, na Argentina.